# Ovalfilm Berlin
OVALmedia Group es una empresa de producción de cine alemana con sede en Berlín. Fue fundada en 2003 por los dos cineastas Robert Cibis y Lilian Franck.

## Historia
Después de la película documental Half a chance?, la cual ganó el premio a mejor película joven en la Premiación Franco-Alemana de Periodismo en 2003. Los dos cineastas, Robert Cibis y Lilian Franck fundaron la productora OVALfilm GmbH. Ésta fue la primera película que dirigieron los dos juntos. 
En 2007 apareció la serie documental de dos partes Disgustingly Healthy, acerca del tratamiento médico con sanguijuelas y gusanos en colaboración con Michaela Kirst y ganó el premio de Ekotopfilms. 
En 2008, en cooperación con Matthias Luthardt ( Ping Pong) y Michaela Kirst fue producida la película Jesus Loves You, la cual fue mostrada en numerosos festivales de cine internacionales, incluyendo a la Berlinale.
El documental Pianomania corrió desde 2010 con mucho éxito en los cines de 25 países distintos, y ha recibido varios premios,,  entre otros el premio alemán Filmprädikat. Además Pianomania fue nominada para los  European Film Award. Pianomania ha sido objeto de gran reconocimiento y múltiples críticas positivas. La película humorística sobre la búsqueda del sonido perfecto muestra la colaboración entre el técnico de piano Stefan Knüpfer y pianistas como Lang Lang, Pierre-Laurent Aimard y Alfred Brendel.

## Otros
En 2014 fue fundada la compañía de producción OVALfilm Köln GmbH en la ciudad alemana de Colonia. La cual aparte de hacer producciones cinematográficas, OVALfilm Köln proporciona alquiler de equipo técnico para rodajes. 

## Filmografía
- 2010: Der sowjetische Virus – Ein Ausweg aus der Antibiotika-Krise
- 2010: 50 Jahre Pille – Karriere ohne Knick
- 2009: Pianomania (Koproduktion: WILDart)
- 2008: Jesus Liebt Dich
- 2006: Ekelhaft Gesund: Blutegel und Maden
- 2004: Kommt Europa in die Hölle?
- 2004: Die Menschenfischer
- 2004: Kapital Mensch: das Geschäft mit der Arbeit (Koproduktion: MaJaDe)
- 2003: Halbe Chance?

## Premios
- 2010: Festival Internacional de Cine de San Francisco: Premio Golden Gate por Pianomania (2009)
- 2010: EURODOK Noruega: Premio de Honor por Pianomania (2009)
- 2009: Festival Internacional de Cine de Locarno: Premio de la Semana de la Crítica por Pianomania (2009)
- 2009: Premio del Cine Alemán: Mejor Sonido por Pianomania (2009)
- 2009: Festival de Cine de Austria: Mejor Montaje Artístico por: Pianomania (2009)
- 2007: Premio de Ekotopfilm por Disgustingly Healthy (2009)
- 2003: Premio Franco-Alemán de Periodismo: Newcomer Award por Half a Chance? (2005)